# Aaron Ashmore
Aaron Ashmore (Richmond, Columbia Británica; 7 de octubre de 1979) es un actor canadiense de cine y televisión. Es conocido por haber interpretado a Jimmy Olsen en la serie Smallville y protagonizar la serie de ciencia ficción Killjoys, en el papel de John Jaqobis.
Su hermano gemelo, Shawn Ashmore, también es actor. Ambos hermanos han protagonizado varias películas, tanto en el papel de gemelos como independientemente.

## Biografía

### Vida personal
Aaron Robert Ashmore vino al mundo en Richmond, Columbia Británica (Canadá), hijo de Linda, ama de casa, y Rick Ashmore, gerente de manufacturación. Su hermano gemelo idéntico, Shawn Ashmore, también es actor. Aaron y Shawn han interpretado a gemelos en varias películas, pero también han perseguido papeles independientemente. Aaron es levemente más alto que Shawn además de estar más musculado y, según Aaron, Shawn es considerado a menudo el más agradable mientras que a él le tachan de matón.

### Carrera
Aaron Ashmore ha aparecido como invitado especial en diferentes series televisivas, como "Le temes a la oscuridad" (emitida desde 1990 hasta el 2000) interpretando el personaje de Billy, en el capítulo La Historia del piso 13; El ala oeste de la Casa Blanca . Ha interpretado el papel de Jimmy Olsen en la exitosa serie Smallville durante la sexta, séptima y octava temporada. Su hermano gemelo, Shawn, también ha aparecido en la misma serie, en la primera y tercera temporada, en los capítulos Leech y Asylum, como Eric Summers.
En 2004 interpretó durante 5 capítulos en Veronica Mars al novio de la protagonista. Y en 2010 participó en un episodio de la serie Fringe, junto con su hermano. Tuvo un papel recurrente en la tercera temporada de Almacén 13, del cual ascendió a principal en la cuarta y quinta temporada. Desde 2015 es protagonista de Killjoys, una serie de Syfy.
Desde 2020, realiza el personaje de Duncan Locke en la serie de Netflix Locke & Key (serie de televisión).